# Хронологија оружја на црни барут
Хронологија оружја на црни барут (енгл. Timeline of the gunpowder age) обухвата најважније догађаје и етапе у развоју ватреног оружја у свету од прве употребе у Кини до увођења бездимног барута 1884. године.

## У свету
| Година    | Место        | Догађај                                                                                |
| --------- | ------------ | -------------------------------------------------------------------------------------- |
| 1044.     | Кина         | Први сачувани рецепт за барут у књизи Збирка најважнијих војних техника.               |
| 12. век   | Блиски исток | Арабљани користе мадфе, дрвене цеви са дршком које испаљују пројектиле величине ораха. |
| 1221.     | Кина         | Царство Ђин користи гвоздене бомбе против царства Сунг.                                |
| 1233.     | Кина         | Браниоци Кајфенга користе бомбе против Монгола.                                        |
| 1259.     | Кина         | Војници царства Сунг користе ручне топове против Монгола.                              |
| 1298.     | Кина         | Ксанаду топ                                                                            |
| 1305.     | Европа       | Први топови у Шпанији.                                                                 |
| 1310.     | Европа       | Први топови у Чешкој.                                                                  |
| 1318.     | Европа       | Први топови у Шкотској.                                                                |
| 1323.     | Европа       | Први топови у Немачкој.                                                                |
| 1326.     | Европа       | Први топови у Италији и Енглеској.                                                     |
| 1332.     | Кина         | Најстарији поуздано датирани топ са устима у облику зделе у Кини.                      |
| 1338.     |              | Први топови у Француској.                                                              |
| 1344.     | Кина         | Прве ракете примењене у рату.                                                          |
| 1359.     | Кина         | Први бродови наоружани топовима у реци Јангце.                                         |
| 1364.     | Европа       | Први ручни топови у Италији.                                                           |
| 1375.     | Европа       | Први ручни топови у Француској.                                                        |
| 1379.     | Европа       | Први ручни топови у Немачкој.                                                          |
| 1382.     | Европа       | Први топови у Русији.                                                                  |
| 1411.     | Европа       | Први ручни топ са серпентином у Немачкој.                                              |
| 1451.     | Кореја       | Прва хвача конструисана у Кореји.                                                      |
| 1498.     | Европа       | Прве изолучене пушке у Бечу и Лајпцигу.                                                |
| пре 1500. | Европа       | Први пиштољи и петринали.                                                              |
| 1505.     | Немачка      | Конструисан табан на коло.                                                             |
| 1815.     | Француска    | Конструисан табан на капислу.                                                          |
| 1840.     | Пруска       | Прве острагуше типа Драјзе у Пруској.                                                  |

## У Србији
| Година     | Догађај |
| ---------- | --- |
| 1351-1361. | Први топови (спингарде) у Дубровнику.                                                                                          |
| 1363.      | Почиње производња бомбарди у Дубровнику.                                                                                       |
| 1373.      | Кнез Лазар користио топове при опсади Ужица у рату са Николом Алтомановићем.                                                   |
| 1378.      | Прва бомбарда у Босни, поклон краљу Твртку од Дубровчана.                                                                      |
| 1383.      | Први фокон у Босни, добијен од Млечана.                                                                                        |
| 1386.      | Почиње израда балиста и бомбарди у Моравској Србији, под надзором дубровачког мајстора Милоша Радослевића.                     |
| 1410.      | Основана тополивница у Дубровнику, извоз оружја у Србију и Босну.                                                              |
| 1425.      | Стефан Лазаревић увози барут из Дубровника, док се оруђа праве у Србији.                                                       |
| 1428.      | Прве аркебузе у Дубровнику. |
| 1439.      | Топови и аркебузе коришћени на обе стране приликом опсаде Смедерева.                                                           |
| 1441.      | Артиљерија коришћена на обе стране при опсади Новог Брда.                                                                      |
| 1856.      | Прве каписларе (белгијски штуц) увезене у Кнежевину Србију. Почиње производња топова, пушака капислара и каписли у Крагујевцу. |
| 1867.      | Прве острагуше Грин произведене у Србији.                                                                                      |
| 1871.      | Први револвери типа Франкот и Гасер уведени у наоружање српске војске.                                                         |
| 1883.      | Пушке кремењаче, шешане и каписларе последњи пут употребљене у борби током Тимочке буне.                                       |